# Théorème de sélection approchée
En mathématiques et plus précisément en analyse fonctionnelle, les théorèmes de sélection approchée permettent d'approcher, en un certain sens, une multifonction hémicontinue à valeurs convexes par une fonction continue. Alors que pour une multifonction hémicontinue inférieurement, le théorème de sélection de Michael et celui de Browder fournissent des sélections « exactes », dans le cas d'une multifonction hémicontinue supérieurement, on doit se contenter de telles approximations. Ces théorèmes ont de nombreuses applications en théorie des jeux et en économie, via des théorèmes de point fixe comme celui de Kakutani.

## Théorème de Cellina
Soient E un compact de ℝm et Γ une multifonction hémicontinue supérieurement de E dans ℝk, à valeurs compactes convexes non vides. On peut utiliser le théorème de Carathéodory pour prouver, que pour tout ε > 0, il existe δ > 0 tel que le graphe de la multifonction Γδ suivante soit inclus dans le ε-voisinage de celui de Γ :
où Co( ) désigne l'enveloppe convexe.
De plus, Γδ est hémicontinue inférieurement. On peut donc lui appliquer le théorème de sélection de Michael et en déduire une fonction continue dont le graphe est, lui aussi, ε-proche de celui de Γ, ou plus simplement, utiliser le même lemme que ce théorème et en déduire une fonction continue dont le graphe est 2ε-proche de celui de Γ.
Plus généralement (en dimension quelconque et sans hypothèses de compacité) :
Théorème — Soient X un espace métrique, Y un espace vectoriel normé et Γ une multifonction hémicontinue supérieurement de X dans Y, à valeurs convexes non vides. Pour tout ε > 0, il existe une application continue f : X → Y telle que pour tout point x de X, il existe un point z de X tel que d(x, z) < ε et d(f(x), Γ(z)) < ε.

## Théorème de Repovš-Semenov-Ščepin
On peut même supposer que X est seulement paracompact et que Y est un espace vectoriel topologique quelconque. Dans ce contexte, la précision de l'approximation d'un sous-ensemble G de X×Y par un autre, F, ne s'exprime plus en termes d'un ε > 0 mais d'un recouvrement U = (Ui)i∈I de X et d'un voisinage V de 0 dans Y : on dit que F est une U×V-approximation de G si pour tout point de F, il existe un point de G qui appartient à une même partie du recouvrement (Ui×(y + V))i∈I, y∈Y de X×Y. Le théorème ci-dessus se généralise alors ainsi :
Théorème — Soient X un espace paracompact, Y un espace topologique et Γ une multifonction hémicontinue supérieurement de X dans Y, à valeurs convexes non vides. Pour tout recouvrement ouvert U de X et tout voisinage convexe V de 0 dans Y, il existe une application continue f : X → Y dont le graphe est une U×V-approximation de celui de Γ, et dont l'image est incluse dans l'enveloppe convexe de l'image de Γ.
Si X est compact, f peut de plus être choisie à valeurs dans un sous-espace vectoriel de dimension finie de Y.

## Démonstration
Par hémicontinuité, pour tout point x de X, il existe un ouvert U(x), contenant x et inclus dans l'un des Ui du recouvrement U, tel que pour tout z de cet ouvert, Γ(z) ⊂ Γ(x) + V.
Par paracompacité, il existe une partition de l'unité (localement finie) — ou même finie si X est compact — (ϕj)j∈J telle que pour tout z, les supports des ϕj qui contiennent z sont tous inclus dans un même U(x).
En choisissant, pour tout j, un xj dans le support de ϕj puis un yj dans Γ(xj), la fonction suivante est une solution :